# Джуманджи: Добре дошли в джунглата
„Джуманджи: Добре дошли в джунглата“ (на английски: Jumanji: Welcome to the Jungle) е американско фентъзи от 2017 г., режисиран от Джейк Касдан, по сценарий на Крис Маккена, Ерик Сомърс, Скот Розенбърг и Джеф Бикнър, във филма участват Дуейн Джонсън, Джак Блек, Кевин Харт, Карън Гилън, Ник Джонас и Боби Канавале. Това е трета част от поредицата „Джуманджи“ след „Затура: Космическо приключение“ през 2005 г. и е директно продължение на филма „Джуманджи“ от 1995 г. Действието на филма проследява четирима тийнейджъри, които намират игра на тавана в къщата си и биват засмукани в нея. Там те придобиват нови аватари и самоличности и целта им е да се измъкнат от там, преди да е станало късно.
Основната фотография е започнала в Хонолулу през септември 2016 г. и е завършен в Атланта през декември, с филма, съдържащ забележителни препратки към първия филм като почит към главния му актьор Робин Уилямс. Jumanji: Премиерата на филма е на Grand Rex в Париж на 5 декември 2017 г. и беше пуснат в САЩ на 20 декември във формати RealD 3D, IMAX 3D, Dolby Cinema, IMAX и 4DX от Sony Pictures Releasing под неговия етикет Columbia Pictures.
Филмът получава предимно положителни отзиви от критиците, които го наричат „приятна изненада“ и хвалят актьорския състав. Той събира над 962 милиона долара в световен мащаб, превръщайки се в петия най-печеливш филм на 2017 г.
Продължението на филма, „Джуманджи: Следващото ниво“ (Jumanji: The Next Level), е пуснато на 13 декември 2019 г. в САЩ.

## Актьорски състав
- Дуейн Джонсън – Спенсър Гилпин, интелигентен, неуверен и невротичен ученик от гимназията. В Джуманджи, той е трансформиран като д-р Ксандър „Смолдър“ Брейвстоун, силен, уверен археолог и изследовател.
  - Алекс Улф – Спенсър в истинския свят.
- Кевин Харт – Антъни „Фридж“ Джонсън, футболист от гимназията, чието приятелство със Спенсър се е влошило поради различните им социални статуси. В Джуманджи, той е трансформиран като Франклин „Мус“ Финбар, миниатюрен зоолог и носител на оръжия.
  - Сер'Дариус Блейн – Фридж в истинския свят.
- Джак Блек – Бетани Уокър, популярна ученичка от гимназита. В Джуманджи, тя е трансформирана като Професор Шелдън „Шели“ Оберън, мъж с наднормено тегло в много научни области, включително картография.
  - Мадисън Айсман – Бетани в истинския свят.
- Карън Гилън – Марта Капли, тиха и срамежлива ученичка от гимназията с циничен интелект. В Джуманджи, тя е трансформирана като Руби Рандхаус, бойна артистка.
  - Морган Търнър – Марта в истинския свят.
- Ник Джонас – Алекс Врийк, тийнейджър, който беше засмукан в Джуманджи през 1996 г. В играта, той е трансформиран като Джеферсън Макдона, пилот на самолет.[8]
- Боби Канавале – Професор Ван Пелт, характерен не-играч, представен като корумпиран археолог и бивш партньор на Брейвстоун. Героят е преосмислена версия на едноименния герой от оригиналния филм.
- Рис Дарби – Найджъл Билингсли, характерен не-играч в Джуманджи, който служи като примерен пътеводител за играчите.

## В България
В България филмът е пуснат по кината на 22 декември 2017 г. от „Александра Филмс“.
На 28 февруари 2021 г. е излъчен премиерно по NOVA в неделя от 20:00 ч. Български дублаж е войсоувър. Екипът се състои от:
| Озвучаващи артисти  | Христина Ибришимова Яница Митева Нина Гавазова Христо Узунов Силви Стоицов Димитър Иванчев |
| Преводач            | Саша Добрева                                                                               |
| Тонрежисьор         | Стефан Дучев                                                                               |
| Режисьор на дублажа | Димитър Кръстев                                                                            |